# Швіссель
Швіссель (нім. Schwissel) — громада в Німеччині, розташована в землі Шлезвіг-Гольштейн. Входить до складу району Зегеберг. Складова частина об'єднання громад Лецен.
Площа — 4,44 км2. Населення становить 258 ос. (станом на 31 грудня 2020).